# Białoskórski
Białoskórski – polski herb szlachecki.

## Opis herbu
Wpolu błękitnem szpon orli czarny w środku podkowy srebrnej, na której barku krzyż kawalerski złoty. W szczycie hełmu trzy pióra strusie: błękitne, zielone i czerwone.

## Historia herbu
Herb z XV wieku.

## Herbowni
Białoskórski.